# Liste der Kulturdenkmale in Lintgen
In der Liste der Kulturdenkmale in Lintgen sind alle Kulturdenkmale der luxemburgischen Gemeinde Lintgen aufgeführt (Stand: 12. Januar 2025).

## Kulturdenkmale nach Ortsteil

### Gosseldingen/Prettingen
| Bild                         | Bezeichnung                  | Lage                         | Beschreibung | Stufe | Eingetragen seit  |
| ---------------------------- | ---------------------------- | ---------------------------- | ------------ | ----- | ----------------- |
|                              | Archäologische Fundstätte    | „Op Fléiickert“ (Karte)      |              | PCN   | 6. September 2018 |
| Obstkeller                   | Obstkeller                   | „In Bingel“ (Karte)          |              | PCN   | 1. August 2022    |
| Gebäude mit Platz und Garten | Gebäude mit Platz und Garten | 101, route de Mersch (Karte) |              | IS    | 18. April 1991    |

### Lintgen
| Bild                       | Bezeichnung                                              | Lage                                                                         | Beschreibung | Stufe | Eingetragen seit   |
| -------------------------- | -------------------------------------------------------- | ---------------------------------------------------------------------------- | --- | ----- | ------------------ |
| Weitere Bilder             | Gebäude der luxemburgischen Orgelmanufaktur Westenfelder | 75, rue de Diekirch (Karte)                                                  | Die Orgelbaumanufaktur wurde 1924 von Georg Haupt und Josef Fieth in Lintgen als Zweigniederlassung der Orgelbauanstalt Georg Stahlhuth aus Aachen gegründet. Nachdem Haupt 1932 Alleininhaber wurde, änderte das Unternehmen seinen Namen in Manufacture d’Orgues Luxembourgeoise succ. G. Haupt, Lintgen. Als Georg Haupt 1952 starb, übernahm seine Witwe Jeanne Haupt-Weber die Unternehmensführung mit ihrem Neffen Hermann Haupt, dann mit ihrem Neffen Charles Haupt. Anfang der 1960er Jahre musste die Firma Insolvenz anmelden. Der Reifenhändler Auguste Mreches erwarb das Unternehmen und übergab die technische Leitung an Nic Loewen. Im Jahr 1964 wurde das Unternehmen von Herbert Schmidt übernommen, fünf Jahre später von dem technischen Leiter Georg Westenfelder, der es 1979 umtaufte. Im Jahr 2010 übernahm sein Sohn Andreas Westenfelder das Unternehmen, musste es aber 2020 schließen. Die belgische Orgelfabrik Schumacher übernahm es im folgenden Jahr. | PCN   | 18. November 2011  |
| ehemaliger Bauernhof       | ehemaliger Bauernhof                                     | 14/14a, rue de Diekirch (Karte)                                              | | PCN   | 7. Februar 2020    |
| Wohnhaus                   | Wohnhaus                                                 | 8, rue de l’Eglise (Karte)                                                   | | PCN   | 2. September 2022  |
| Wohnhaus                   | Wohnhaus                                                 | 3, rue des Jardins (Karte)                                                   | | PCN   | 22. Februar 2023   |
|                            | Linde                                                    | Beim Wäschbur                                                                | | IS    | 29. März 1974      |
| Weitere Bilder             | Wohnhaus                                                 | 41, rue de Diekirch (Karte)                                                  | | IS    | 28. Juli 1989      |
| Wohnhaus, Platz und Umfeld | Wohnhaus, Platz und Umfeld                               | 39, 37B, 37A, 35B, 35A, rue de Diekirch 3B, 3A, 1a, rue de Fischbach (Karte) | | IS    | 17. September 2001 |
| Weitere Bilder             | Wegkapelle                                               | 37, rue de Diekirch (Karte)                                                  | | IS    | 30. April 2002     |
| Wohnhaus mit Werkstatt     | Wohnhaus mit Werkstatt                                   | 20, route Principale (Karte)                                                 | | IS    | 4. Mai 2016        |
| alter Bauernhof            | alter Bauernhof                                          | 14-14a, rue de Diekirch (Karte)                                              | | IS    | 22. September 2016 |
|                            | Archäologische Fundstätte                                | „Auf dem Buurgbierg“ (Karte)                                                 | | IS    | 11. April 2018     |

Legende: PCN – Immeubles et objets bénéficiant des effets de classement comme patrimoine culturel national; IS – Immeubles et objets inscrits à l’inventaire supplémentaire

## Quelle
- Liste des immeubles et objets beneficiant d’une protection nationales, Nationales Institut für das gebaute Erbe, Fassung vom 23. Dezember 2024, S. 83–86 (PDF)

- Karte mit allen Koordinaten:
- OSM |
- WikiMap